# Moradabad (Distrikt)
Der Distrikt Moradabad (Hindi: मुरादाबाद जिला, Urdu ضلع مرادآباد) ist ein Distrikt des indischen Bundesstaates Uttar Pradesh; Verwaltungssitz ist die namensgebende Stadt Moradabad.

## Geografie

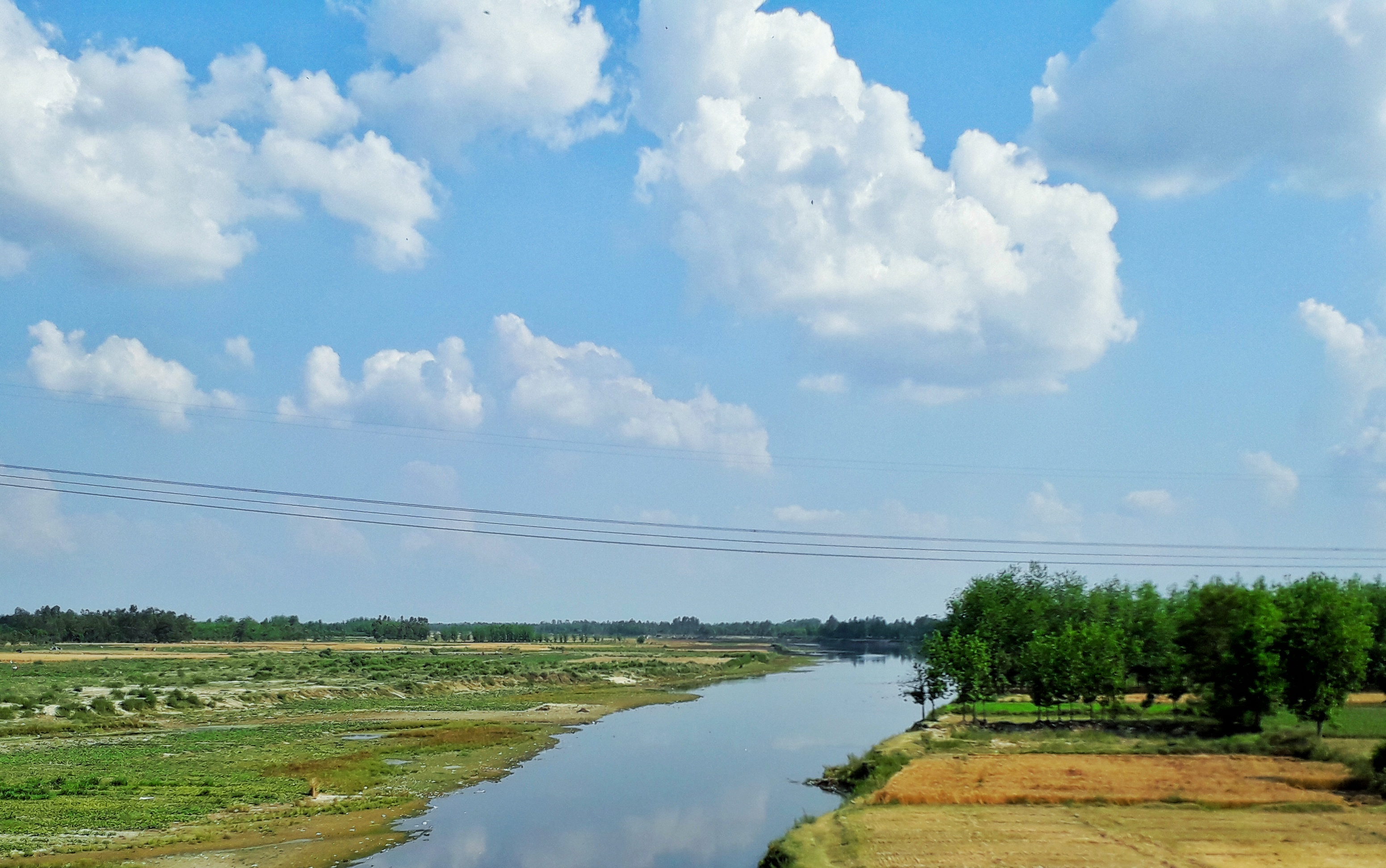
Ramganga im Distrikt Moradabad

Der Distrikt Moradabad liegt in der Region Rohilkhand im Nordwesten Uttar Pradeshs und ist Teil der Division Moradabad. Nachbardistrikte sind Rampur im Osten, Sambhal im Süden, Amroha im Westen, Bijnor im Nordwesten und Udham Singh Nagar im Nordosten. Letzterer gehört zum Nachbarbundesstaat Uttarakhand.
Vor der Abspaltung des Distrikts Sambhal im Jahr 2011 hatte der Distrikt Moradabad eine Fläche von 3718 km². Durch die Abtrennung Sambhals verkleinerte sich die Fläche auf 2271 km². Das Gebiet gehört zur flachen und intensiv landwirtschaftlich genutzten Gangesebene. Das Distriktgebiet wird vom Ramganga, einem Nebenfluss des Ganges, durchflossen.
Der Distrikt Moradabad ist in die vier Tehsils oder Subdivisionen Thakurdwara, Kanth, Moradabad und Bilari unterteilt.

## Geschichte
Im Jahr 1801 trat der Nawab von Oudh (Avadh) die Region Rohilkhand an die Britische Ostindien-Kompanie ab. Diese teilte das Gebiet zunächst administrativ in zwei Distrikte ein, Moradabad und Bareilly. Da diese Distrikte von einer unpraktikablen Größe waren, wurden in den folgenden Jahrzehnten mehrere neue Distrikte geschaffen und die Distriktgrenzen mehrfach geändert. 1803–06 gab es Gebietsabtretungen an den Distrikt Bareilly, 1817 wurde der Distrikt Northern Moradabad (später Distrikt Bijnor) abgetrennt, 1822–23 entstand aus Teilen Moradabads der Distrikt Sahaswan (später Distrikt Badaun), 1837–38 gab es weitere Gebietsabtretungen an Bareilly, 1858 wurden der neue Distrikt Tarai abgetrennt und Territorien an den Fürstenstaat Rampur abgegeben, 1870 gingen Gebiete an den Distrikt Tarai und 1920/30 gab es kleine Gebietsgewinne vom Distrikt Meerut. Danach blieben die Distriktgrenzen bis zum Ende Britisch-Indiens 1947 konstant. Anfänglich gehörte der Distrikt zu den Ceded and Conquered Provinces (ab 1836 Northwestern Provinces), die 1902 zu einem Teil der United Provinces of Agra and Oudh wurden. Nach der indischen Unabhängigkeit ging aus den United Provinces der Bundesstaat Uttar Pradesh hervor.
Auch im unabhängigen Indien gab es weitere Anpassungen der Verwaltungsgrenzen. 1951 wurden Gebiete an den Distrikt Rampur abgetreten und 1955 bzw. 1961 gab es Grenzkorrekturen zu den Distrikten Nainital und Sambhal.
Im Jahr 1997 wurde aus dem Westteil des Distrikts Moradabad der Distrikt Amroha (ursprünglich unter dem Namen Jyotiba Phule Nagar) gebildet. 2011 verkleinerte sich das Distriktgebiet nochmals, als aus Teilen der Distrikte Moradabad und Budaun der Distrikt Sambhal (ursprünglich Bheemnagar) gegründet wurde.

## Bevölkerung

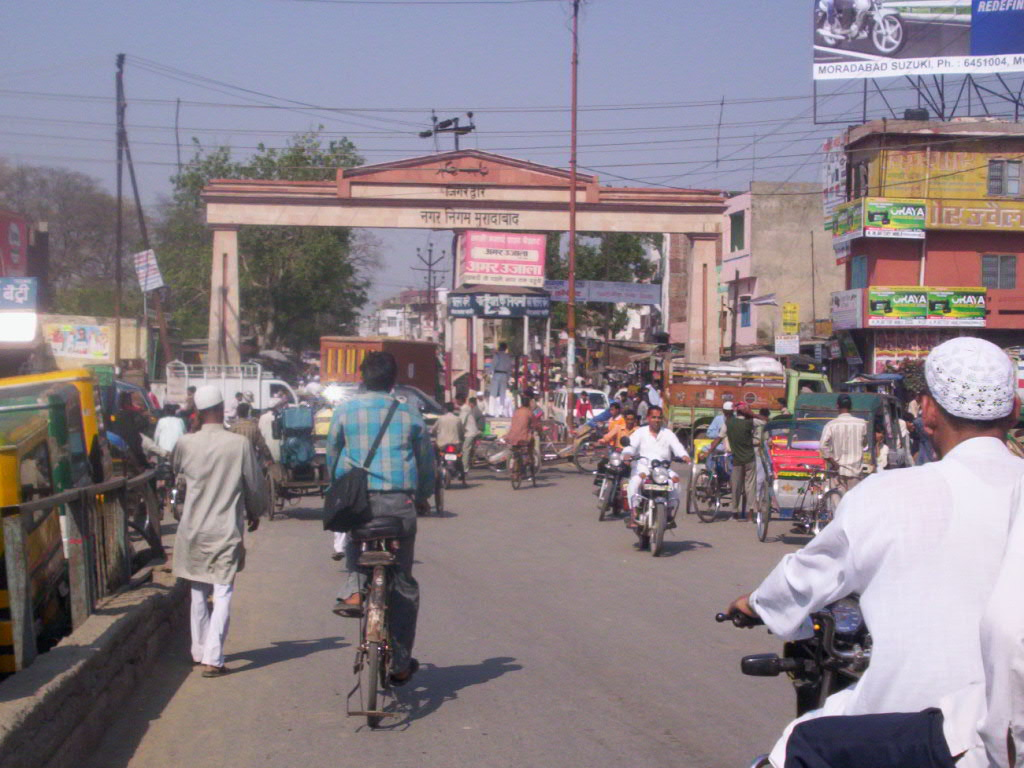
Straßenszene in Moradabad-Stadt

Die im Zensus 2011 für den Distrikt Moradabad angegebenen Zahlen beziehen sich auf das Distriktgebiet vor der Abtrennung des Distrikts Sambhal und sind daher für den Distrikt in seinen neuen Grenzen nicht mehr anwendbar. Es existieren nur wenige zuverlässige Zahlenangaben. Demnach hatte der Distrikt in seinen neuen Grenzen 3.126.507 Einwohner (1.637.031 Männer, 1.489.476 Frauen; Stand 2011). Bei einer Distriktfläche von 2271 km² ergab sich eine Bevölkerungsdichte von 1.377 Einwohnern pro km², deutlich über dem Durchschnitt Uttar Pradeshs (829 Einwohner je km²). Wie große Teile der Region Rohilkhand ist der Distrikt Moradabad stark muslimisch geprägt. Im alten Distrikt (2011) stellten Muslime mit 52,14 % eine knappe Bevölkerungsmehrheit.

## Städtische Siedlungen
Die folgende Tabelle führt die nach dem Zensus 2011 größten Städte bzw. städtischen Siedlungen im Distrikt auf (MC: Municipal Corporation, NP: Nagar Panchayat, NPP: Nagar Palika Parishad, CT: Census Town).
| Stadt                     | Einwohner (2011) |
| ------------------------- | ---------------- |
| Bahjoi (NPP)              | 37.037           |
| Bhojpur Dharampur (NP)    | 31.305           |
| Bilari (NPP)              | 37.567           |
| Kanth (NP)                | 26.381           |
| Kundarki (NP)             | 29.951           |
| Moradabad (MC)            | 887.871          |
| Rustamnagar Sahaspur (CT) | 18.677           |
| Thakurdwara (NPP)         | 44.255           |
| Umri Kalan (NP)           | 17.803           |